# Drebbel (cráter)
Drebbel es un pequeño cráter de impacto que se encuentra al noreste de la gran pared del cráter Schickard, en la parte suroeste de la Luna. Al noreste aparecen el Lacus Excellentiae y el pequeño cráter Clausius.
|  |

El brocal de este cráter es más o menos circular, con una curva hacia afuera a lo largo del lado este y sureste. A lo largo de este arco de la pared interior se localiza un único aterrazamiento donde el material ha caído hacia el fondo. Los lados oeste y noroeste tienen acumulaciones a lo largo de la base, donde el material suelto se ha desplomado hacia el suelo. El resto del borde interno presenta una pendiente simple que desciende hasta el suelo interior. El borde es presenta aristas relativamente vivas y no está desgastado notablemente. La plataforma interior a nivel ocupa un poco más de la mitad del diámetro del cráter.

## Cráteres satélite
Por convención estos elementos son identificados en los mapas lunares poniendo la letra en el lado del punto medio del cráter que está más cerca de Drebbel.

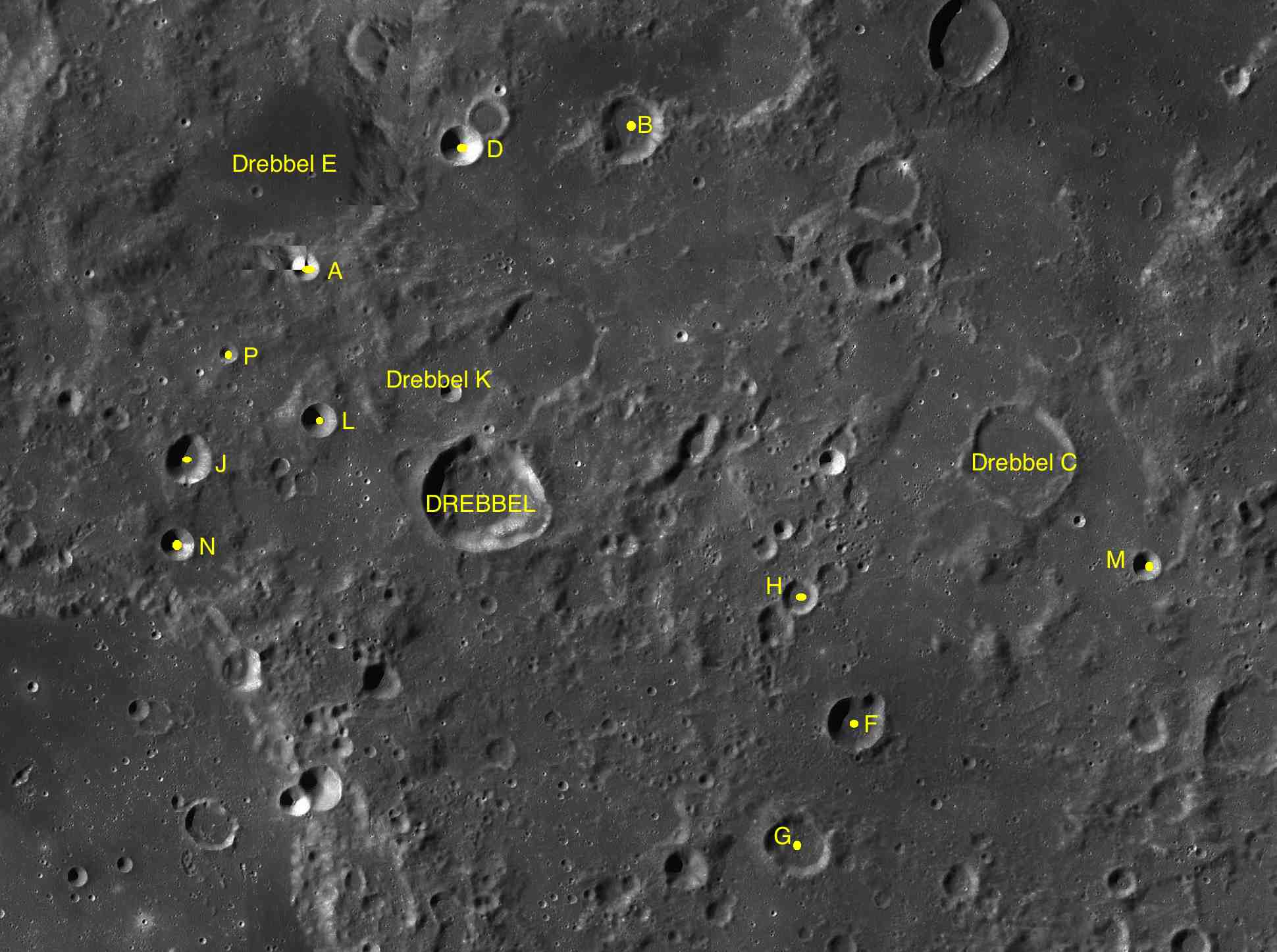
Cráteres satélite